# Lophodesmus bituberculatus
Lophodesmus bituberculatus är en mångfotingart som beskrevs av Loomis 1970. Lophodesmus bituberculatus ingår i släktet Lophodesmus och familjen fingerdubbelfotingar. Inga underarter finns listade i Catalogue of Life.